# Dexia hyala
Dexia hyala là một loài ruồi trong họ Tachinidae.